# Queen Naija
Queen Naija Bulls, född 17 oktober 1995 i Ypsilanti, är en amerikansk sångare. Hon började sin karriär som YouTube-vloggare och dök upp på den trettonde säsongen av American Idol. Hennes singel 2017, Medicine toppade bland de 50 bästa av Billboard Hot 100; året därpå skrev hon på med Capitol Records.

## Diskografi

### Studioalbum
- 2020 – Missunderstood

### Livealbum
- 2023 – After the Butterflies

### EP
- 2018 – Queen Naija EP

### Singlar
- 2017 – "Medicine"
- 2018 – "Karma"
- 2018 – "Butterflies"
- 2018 – "War Cry"
- 2019 – "Away from You"
- 2019 – "Good Morning Text"
- 2020 – "Butterflies Pt.2"
- 2020 – "Pack Lite"
- 2020 – "Lie to Me" (featuring Lil Durk)
- 2020 – "Love Language"
- 2020 – "Bitter" (featuring Latto)
- 2021 – "Set Him Up" (featuring Ari Lennox)
- 2022 – "Hate Our Love" (with Big Sean)
- 2023 – "No Fake Love" (featuring YoungBoy Never Broke Again)